# 하오쥔민
하오쥔민 (중국어 간체자: 蒿俊闵, 정체자: 蒿俊閔, 병음: Hāo Jùnmǐn, 1987년 3월 24일 ~ )는 중국의 전직 축구 선수이자 현 축구 지도자로 현재 창저우 슝스의 수석 코치로 재직 중이다.

## 클럽 경력
2004년 톈진 진먼후 입단을 통해 프로에 입문한 뒤 2009년까지 6시즌동안 공식전 142경기 17골을 터뜨리며 중국 슈퍼리그 2005와 중국 슈퍼리그 2008 4위 및 2009년 AFC 챔피언스리그 진출 등에 이바지했고 이에 힘입어 2006년과 2007년 중국 올해의 유망주상에 선정되었다.
그리고 2010년 1월 22일 톈진 진먼후를 떠나 독일 분데스리가의 샬케 04로 이적하여 같은 해 3월 6일 아인트라흐트 프랑크푸르트와의 분데스리가 2009-10 리그 경기에서 유럽 무대 데뷔전을 치른 후 리그 준우승, 2010-11년 DFB-포칼 우승 등을 경험했으나 1년반동안 공식전 19경기 출장에 그치며 2011년 7월 8일 산둥 타이산으로의 이적을 통해 자국 리그로 복귀했다.
그 후 10년간 산둥 타이산의 핵심 미드필더로 공식전 275경기 12골을 기록하는 활약을 펼치면서 중국 FA컵 2회 우승(2014, 2020) 및 3회 준우승(2011, 2018, 2019), 2015년 중국 FA 슈퍼컵 우승, 중국 슈퍼리그 2013 준우승, 2번의 리그 3위(2015, 2018), 2016년 AFC 챔피언스리그 8강 등의 성과에 크게 기여했다.
이후 2021 시즌 정규리그가 막바지로 접어든 2021년 7월 25일 10년동안 몸 담았던 산둥 타이산을 떠나 우한 FC와 입단 계약을 체결하며 약 20년만에 고향으로 돌아온 뒤 리그 13경기를 소화했고 2021 시즌을 마치고 광저우 FC로 이적하여 역시 13경기를 소화한 후 2022 시즌을 끝으로 18년간의 선수 생활을 마감했다.

## 국가대표팀 경력
중국 U-17 대표팀과 중국 U-20 대표팀 시절 2003년 FIFA U-17 월드컵과 2005년 FIFA U-20 월드컵에 출전하여 이 가운데 2005년 FIFA U-20 월드컵에서 중국의 통산 4번째 FIFA 주관 남자 대회 16강 진출에 기여했다.
그리고 2005년 8월 3일 대전월드컵경기장에서 열린 일본과의 2005년 EAFF 챔피언십 결승리그 2차전에서 중국 성인대표팀 소속으로 국제 A매치 데뷔전을 치렀고 A매치 데뷔 무대인 이 대회에서 사상 첫 동아시안컵 우승을 맛보았다.
이후 2008년 2월 23일 북한과의 2008년 EAFF 챔피언십 결승 리그 최종전에서 A매치 데뷔골을 터뜨리며 팀의 3-1 승리에 기여했고 그 뒤 중국 U-23 대표팀의 일원으로 자국에서 열린 2008년 하계 올림픽 본선에도 참가했다.
그리고 2022년 은퇴할 때까지 A매치 통산 90경기 12골을 기록했으며 이 가운데 절반인 6골은 2번의 월드컵 아시아 지역 예선(2014년 월드컵 아시아 예선, 2018년 월드컵 아시아 예선)에서 기록했으나 월드컵 본선과는 끝내 인연을 맺지 못했다.

## 대회 성적

### 클럽
톈진 진먼후
- 중국 슈퍼리그 : 4위 (2005, 2008)

 샬케 04
- 독일 분데스리가 : 준우승 (2009-10)
- DFB-포칼 : 우승 (2010-11)

산둥 타이산
- 중국 슈퍼리그 : 준우승 (2013), 3위 (2015, 2018)
- 중국 FA컵 : 우승 (2014, 2020), 준우승 (2011, 2018, 2019)
- 중국 FA 슈퍼컵 : 우승 (2015)

### 국가대표팀
중국
- EAFF E-1 풋볼 챔피언십 : 우승 (2005)

### 개인
- 중국 축구 올해의 유망주상 : 2005, 2007
- 중국 슈퍼리그 올해의 팀 : 2005, 2007, 2017, 2019